# Formule 1 (album)
A Formule 1 a Synkopy 61 cseh rockegyüttes második nagylemeze. Az együttes ötödik hanghordozójaként 1975-ben jelent meg. Az első három albumot középlemezként (EP) adták ki. A hangfelvételek 1974 februárja és decembere között készültek. 2008-ban CD-n is kiadták.

## Az album dalai
A oldal:
1. Formule I. 2:57
2. To se stává 3:11
3. Poselství dětem 3:22
4. Kámen mudrců 3:36

B oldal:
1. Touhy 13:21
  1. Vnuk Amundsenův
  2. Epitaf Julesa Verna
  3. Atomový věk

## Fordítás
Ez a szócikk részben vagy egészben a Formule 1 (album) című cseh Wikipédia-szócikk fordításán alapul.  Az eredeti cikk szerkesztőit annak laptörténete sorolja fel. Ez a jelzés csupán a megfogalmazás eredetét és a szerzői jogokat jelzi, nem szolgál a cikkben szereplő információk forrásmegjelöléseként.